# Emmanuel College (Cambridge)
Pour les articles homonymes, voir Emmanuel College.

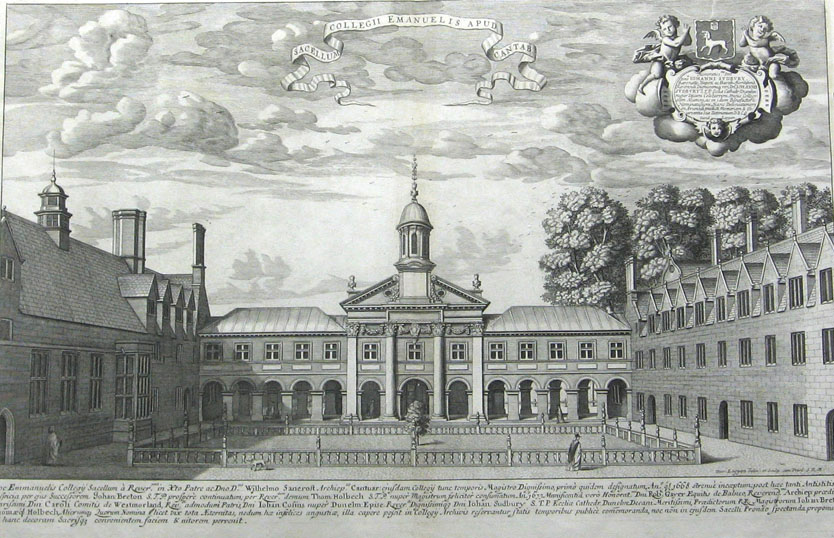
Gravure représentant la chapelle d'Emmanuel College publiée en 1690.

Emmanuel College est un des 31 collèges de l'université de Cambridge au Royaume-Uni. Il fut fondé en 1584 par Sir Walter Mildmay, chancelier de l’Échiquier d'Élizabeth Ire. Le site sur lequel le collège se trouve était auparavant un prieuré de dominicains, et le hall du collège est construit sur les fondations de la nef du monastère. Emmanuel est l'un des 16 "anciens collèges", qui ont été fondés avant le 17ème siècle.
Emmanuel est aujourd'hui l'un des plus grands collèges de Cambridge; il a environ 500 étudiants de premier cycle, qui étudient presque tous les domaines enseignés à l'université, et environ 200 étudiants de troisième cycle. Parmi les anciens étudiants d'Emmanuel College, on peut citer Thomas Young, John Harvard, Graham Chapman et Sebastian Faulks. Trois membres d'Emmanuel College ont reçu un prix Nobel: Ronald Norrish, George Porter (tous deux en chimie, 1967) et Frederick Hopkins (médecine, 1929).
Chaque année de 1998 à 2016, Emmanuel était parmi les cinq merilleurs collèges à la Tompkins Table, qui classe les collèges selon les résultats des examens de fin d'année. Emmanuel est arrivé premier cinq fois (2003, 2004, 2006, 2007 et 2010) et deuxième six fois (2001, 2002, 2008, 2009, 2011 et 2012). Son score moyen sur la période 1997–2018  est de deuxième meilleur collège après Trinity.

## Histoire
Le collège fut fondé en 1584 par Sir Walter Mildmay, chancellier de l'Échiquier d'Élisabeth Ire. Let site était auparavant occupé par un prieuré dominicain jusqu'à ladissolution des monastères 45 ans plus tôt, après que le vice-chancellier demanda que ce lieu soit cédé à l'université; sa demande fut rejetée. Après être passé entre plusieurs mains, l'ancien monastère fut acheté pour 550£ pour être le site du nouveau collège en juin 1583 par Laurence Chaderton, le Master-elect, et son beau-frère, Richard Culverwell, agissant au nom de Mildmay, à qui ils cédèrent la propriété le 23 novembre 1582. La fondation de Mildmay utilisa les bâtiments existants. L'architecte était Ralph Symons, et en 1588 le nouveau bâtiment fut inauguré lors d'une fête à laquelle Mildmay assista.
Mildmay, un puritain, voulait faire d'Emmanuel un centre pour la formation des prêtres anglicans. Selon Thomas Fuller, Mildmay, en arrivant à la cour après l'ouverture du collège, fut interpellé par la Reine en ces termes : « Sir Walter, j'ai entendu dire que vous aviez créé une fondation puritaine », ce à quoi Mildmay répondit : « Non, madame, loin de moi l'idée de soutenir quoi que ce soit de contraire à vos lois établies, mais j'ai mis en terre un gland qui, lorsqu'il deviendra un chêne, Dieu seul sait quel en sera le fruit ».
Comme tous les anciens collèges de Cambridge, Emmanuel ne prenait à l'origine que des étudiants masculins. Il admit pour la première fois des étudiantes en 1979.

## Bâtiments et terrains
Sous les instructions de Mildmay, la chapelle du couvent dominicain d'origine fut convertie en réfectoire du collège et le réfectoire des frère devint une chapelle. À la fin du 17ème siècle le collège commanda une nouvelle chapelle, un des trois bâtiments dans Cambridge dessinés par Christopher Wren (1677). Lorsque a construction de Wren fut ouverte, l'ancienne chapelle devint la bibliothèque du collège jusqu'au jour où elle devint trop petite. La bibliothèque déménagea dans ses locaux actuels en 1930, occupant un grand bâtiment dans la cour sud achevé en 1911 et initialement utilisé comme salles de cours. La bibliothèque fut agrandie en 1974.
Les jardins abritent un grand étang à poissons, qui fait partie de l'héritage du couvent. L'étang abrite une colonie de canards.
Le jardin des Fellows comporte une piscine qui était la piscine des frères, ce qui en fait l'une des plus anciennes piscines d'Europe et, semble-t-il, la plus ancienne piscine en plein air utilisée sans interruption au Royaume-Uni. Le jardin contient également un platane d'Orient qui est réputé avoir vécu beaucoup plus longtemps que les individus typiques de son espèce.
On a prétendu que le collège possédait le seul tunnel privé du Royaume-Uni, reliant le site principal à North Court, mais en fait Oriel College, Oxford, a son propre tunnel sous Oriel Street reliant le site de l'île aux bâtiments principaux du collège. La bibliothèque Bodléienne à Oxford a aussi son propre tunnel sous Broad Street.

### Bâtiment de la Reine
Le bâtiment de la Reine comprend un théâtre de 150 places, des salles de réception et de séminaires, ainsi que des installations pour la pratique de la musique. Le théâtre dans le bâtiment de la Reine est régulièrement utilisé par le collège pour diverses activités, telles que des cours, des concerts de la Société musicale, des journées portes ouvertes pour les admissions et sert de lieu de conférence. Dessiné par les architectes  Sir Michael and Patty Hopkins, le bâtiment de la Reine est construit en utilisant la pierre de Ketton. Le style architectural combine la robustesse des murs extérieurs en pierre avec les capacités de portée et la masse du béton pour les planchers. Le mur calcaire de la façade est porteur et c'est le premier bâtiment à utiliser la technique de la précontrainte avec des câbles internes.  Le toit est orné de plomb et le chêne blanc américain est utilisé largement dans le toit et les panneaux. Le bâtiment fut inauguré en 1995.

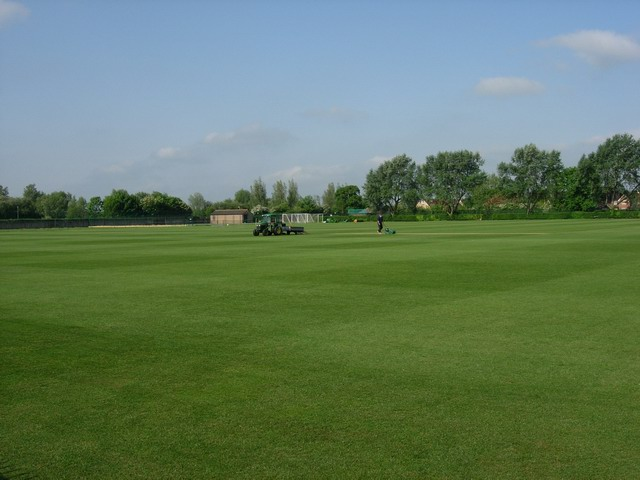
Terrains de sport du collège{\displaystyle {}}
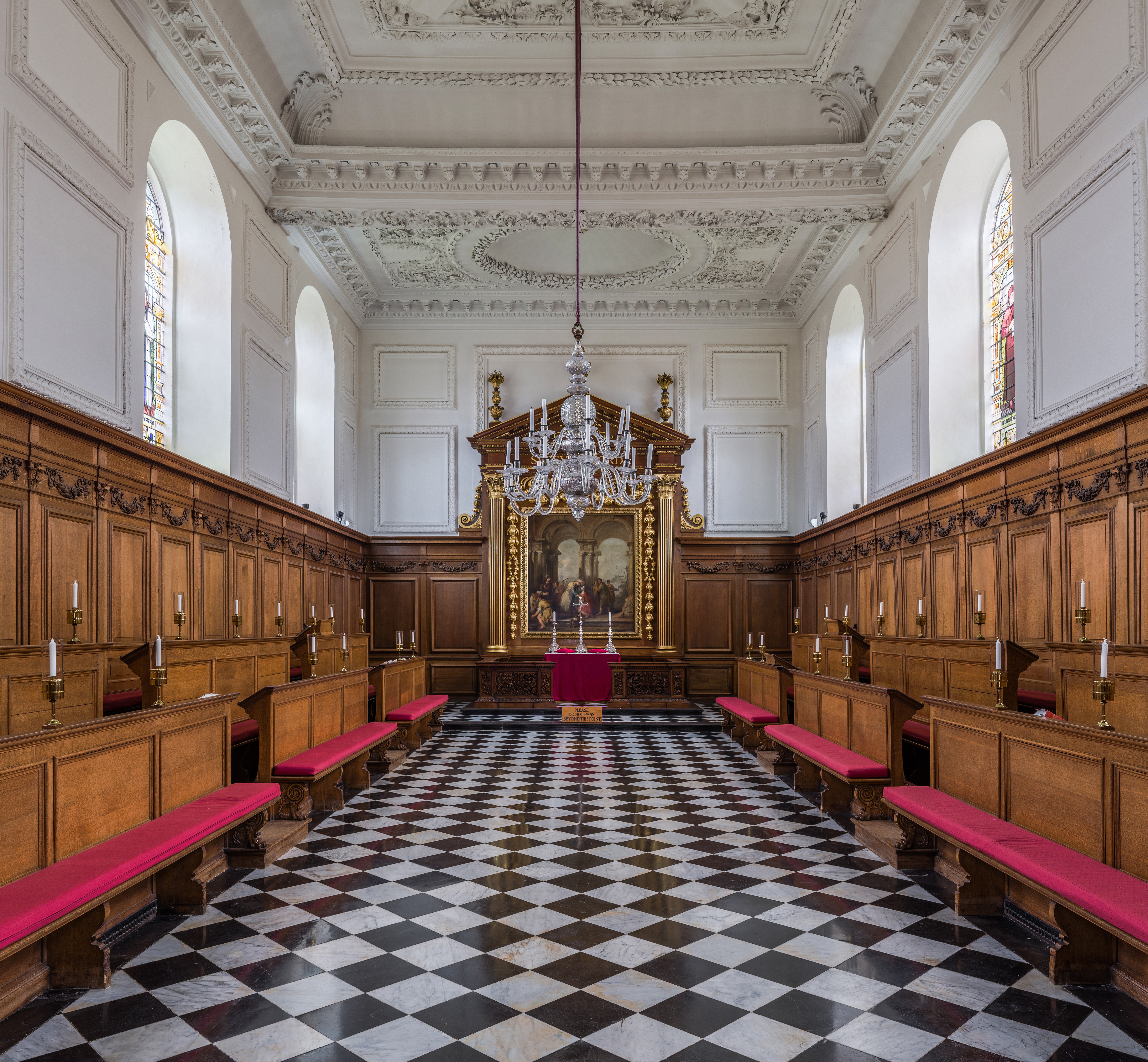
La chapelle (vue vers l'autel){\displaystyle {}}
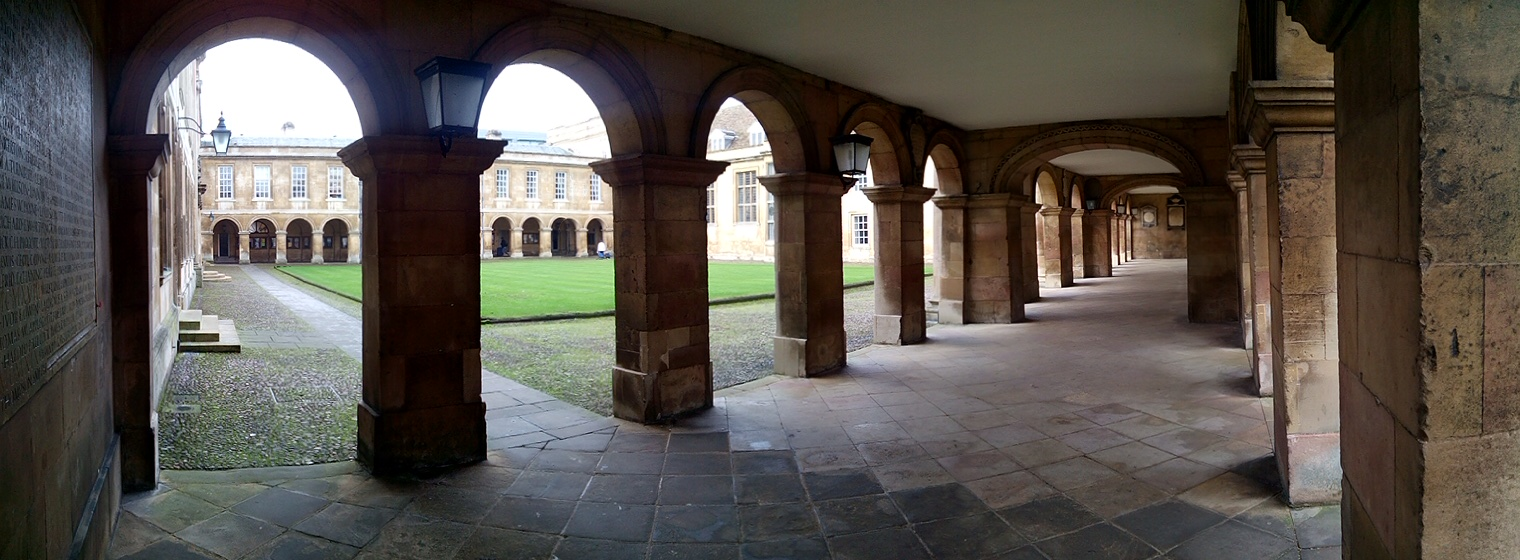
Cloîtres de la chapelle{\displaystyle {}}
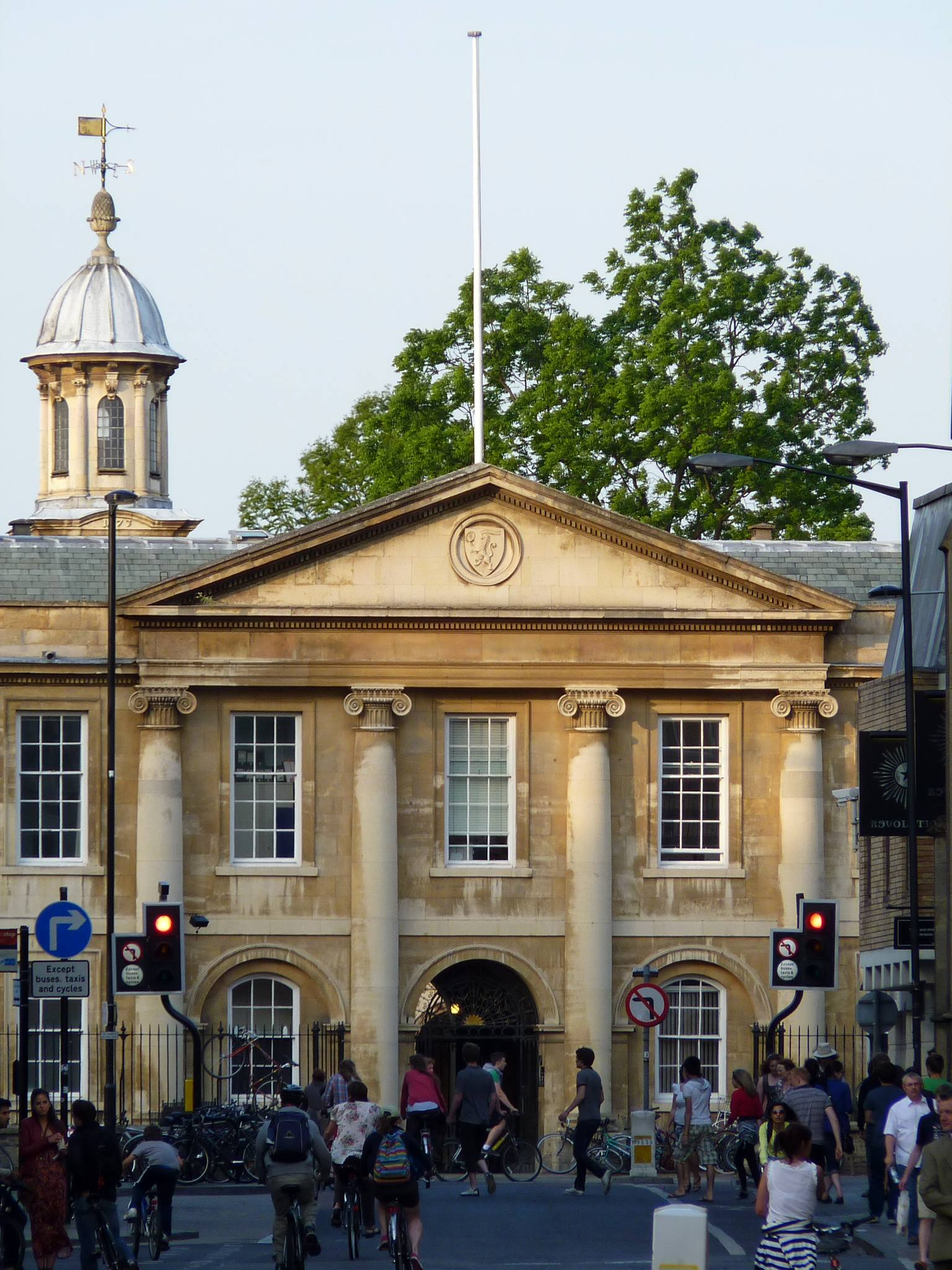
Façade principale vue de Downing Street{\displaystyle {}}

## Vie étudiante

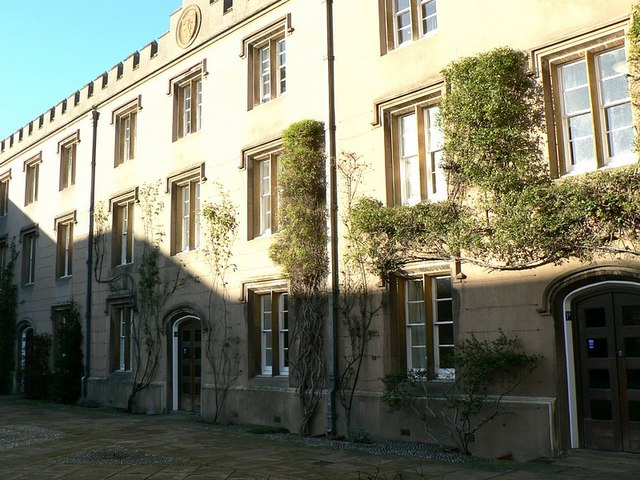
Nouvelle cour construite en 1824–25

L'Emmanuel College Students Union (ECSU) est l'association de tous les étudiants de premier cycle de l'Emmanuel College. Elle fournit un magasin, un bar, une salle commune et des fonds pour les sports et autres associations. Le comité exécutif de l'ECSU est élu à la fin du premier trimestre chaque année. 
L'Emmanuel College Middle Combination Room (Emma MCR) est la salle de tous les étudiants de troisième cycle de l'Emmanuel College. Le comité de l'Emma MCR organise régulièrement des événements sociaux pour les étudiants de troisième cycle, y compris des dîners formels très fréquentés dans la salle toutes les deux semaines.

### Sports et clubs
Il existe de nombreuses associations étudiantes et clubs sportifs à l'Emmanuel College. Les clubs sportifs comprennent le tennis, le badminton, le cricket, le squash, le rugby, le football, le hockey et le netball. Les sociétés comprennent la Société musicale de l'Emmanuel College (ECMS), l'Union Chrétienne, la Société d'Alpinisme, l'Emmanuel Vegan Society, la Société de Politique et d'Economie, ROAR (le journal satirique du collège), et l'Emmanuel College Board Games Society. Le financement des sociétés est assuré par l'Emmanuel College Students Union (ECSU).

## Personnalités associées à Emmanuel

### Anciens étudiants

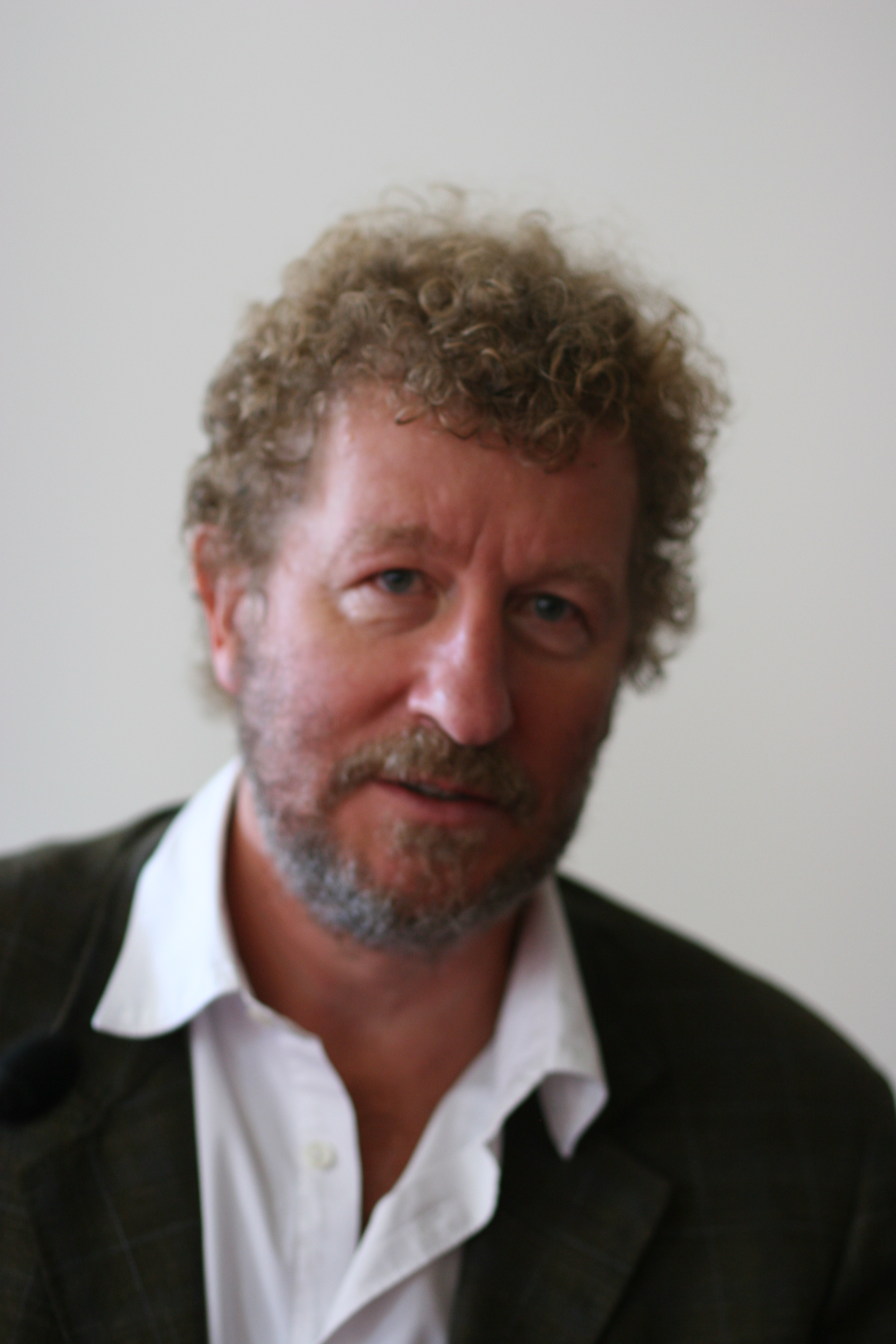
Sebastian Faulks, écrivain {\displaystyle {}}
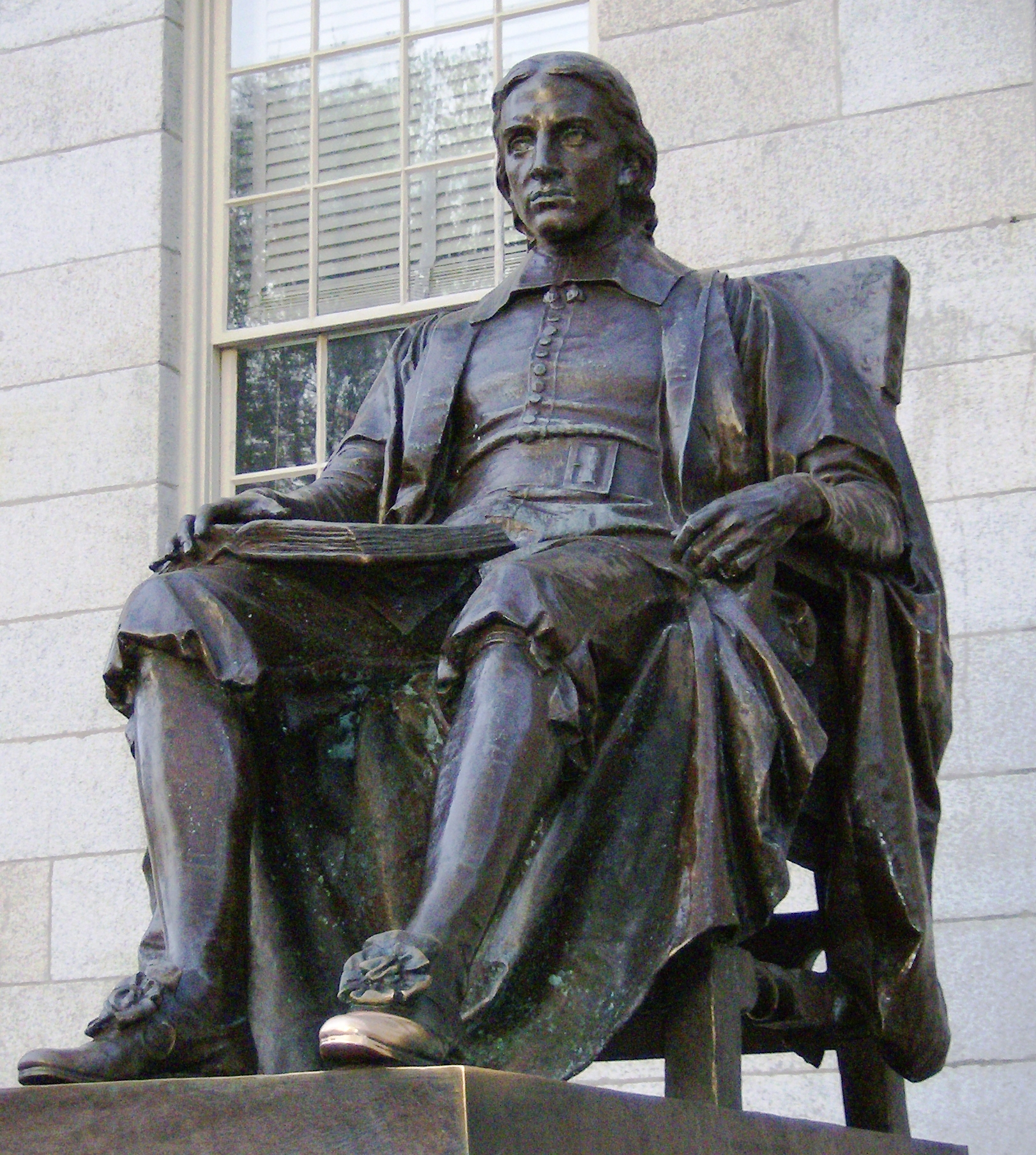
John Harvard, qui a donné son nom àl'université Harvard {\displaystyle {}}
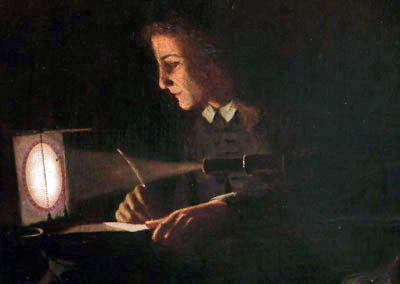
Jeremiah Horrocks, astronome {\displaystyle {}}
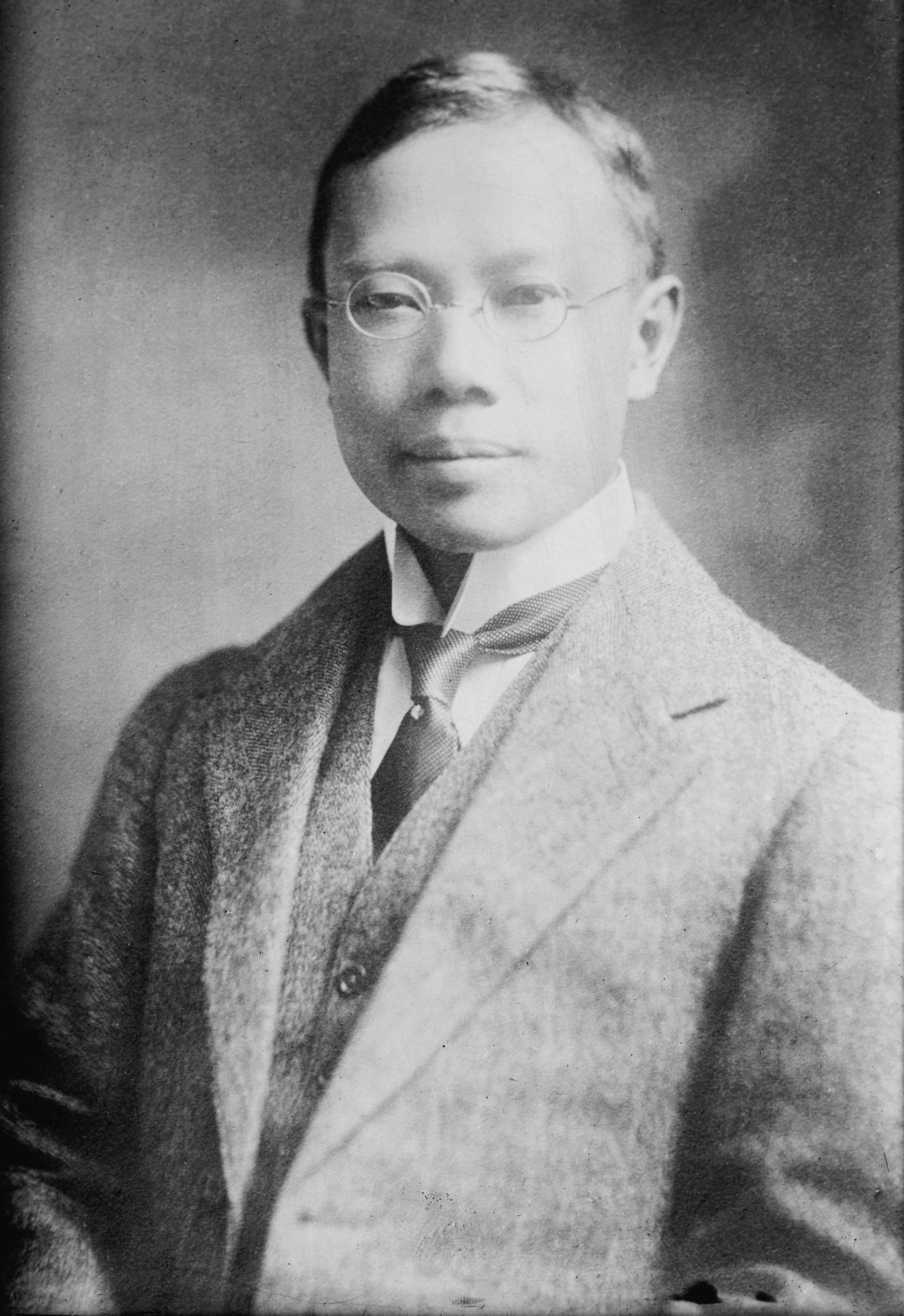
Wu Lien-teh, médecin {\displaystyle {}}
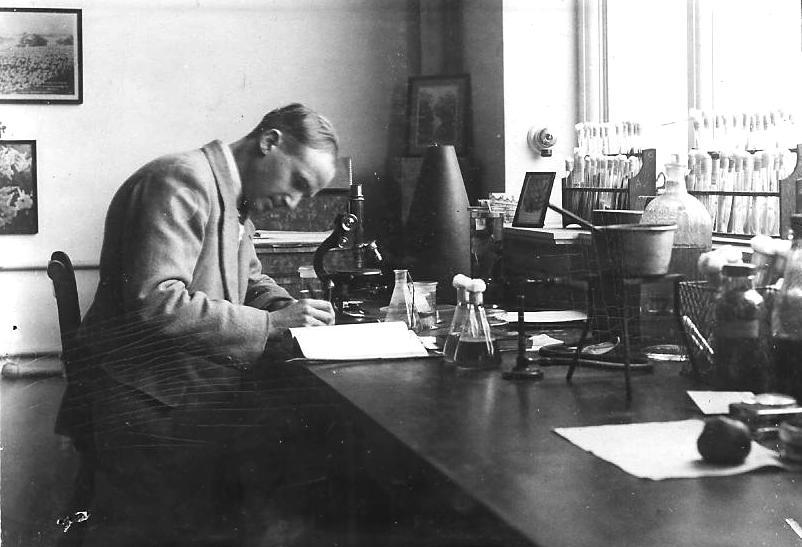
Lawrence Ogilvie, phytopathologiste {\displaystyle {}}
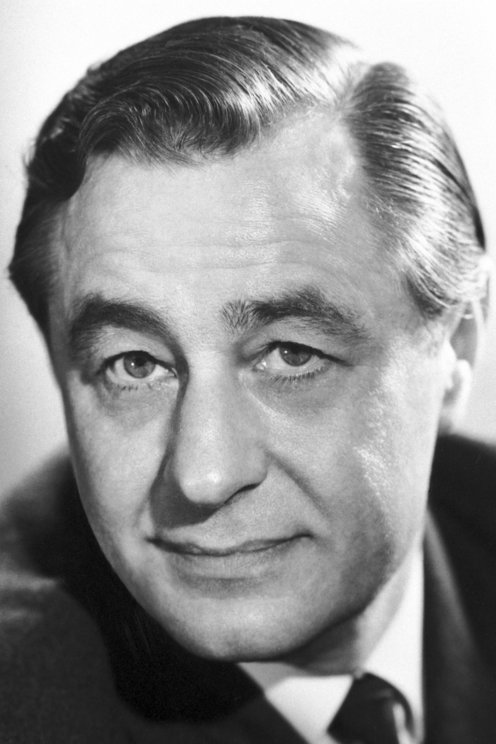
George Porter, prix Nobel de chimie {\displaystyle {}}
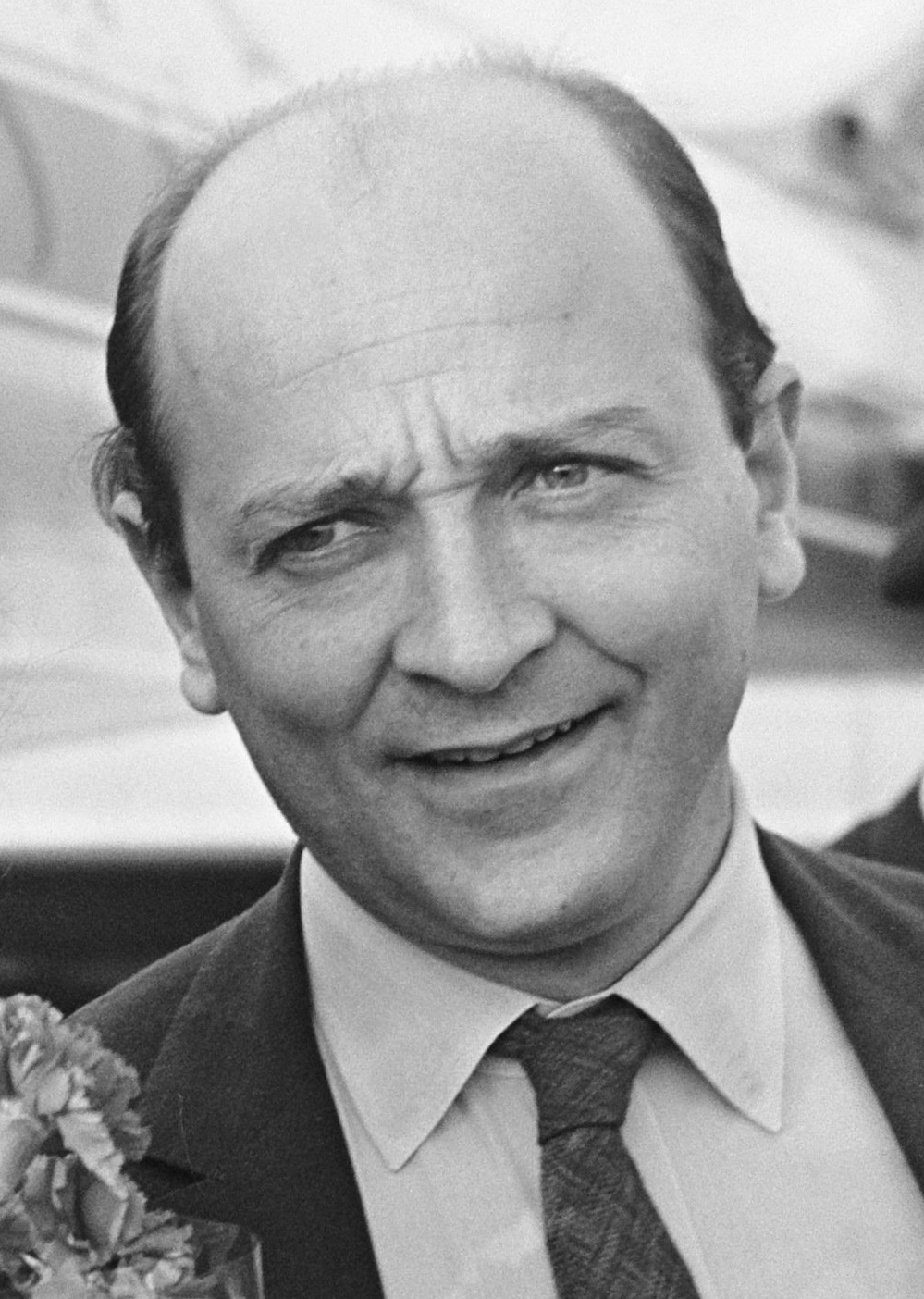
Karel Reisz, réalisateur {\displaystyle {}}
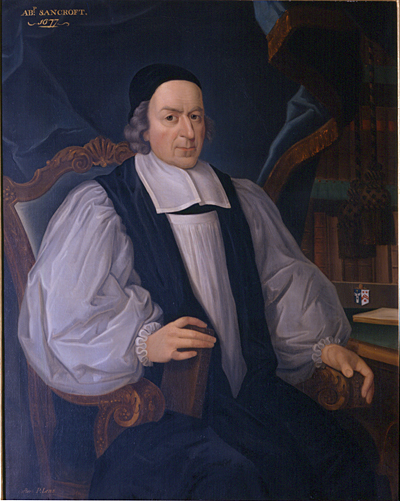
William Sancroft, archevêque de Canterbury {\displaystyle {}}
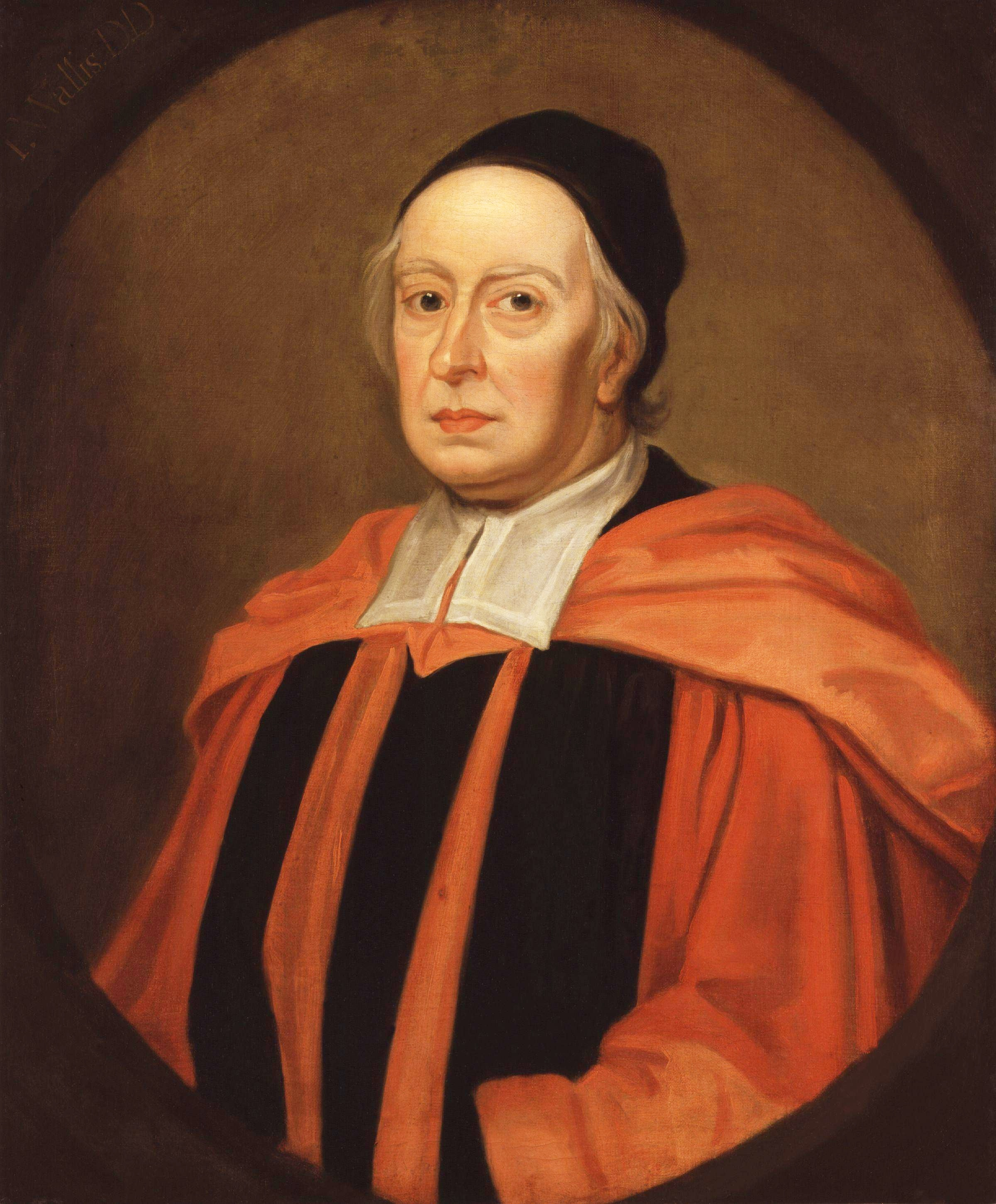
John Wallis, mathématicien, à l'origine symbole infini ({\displaystyle \infty })
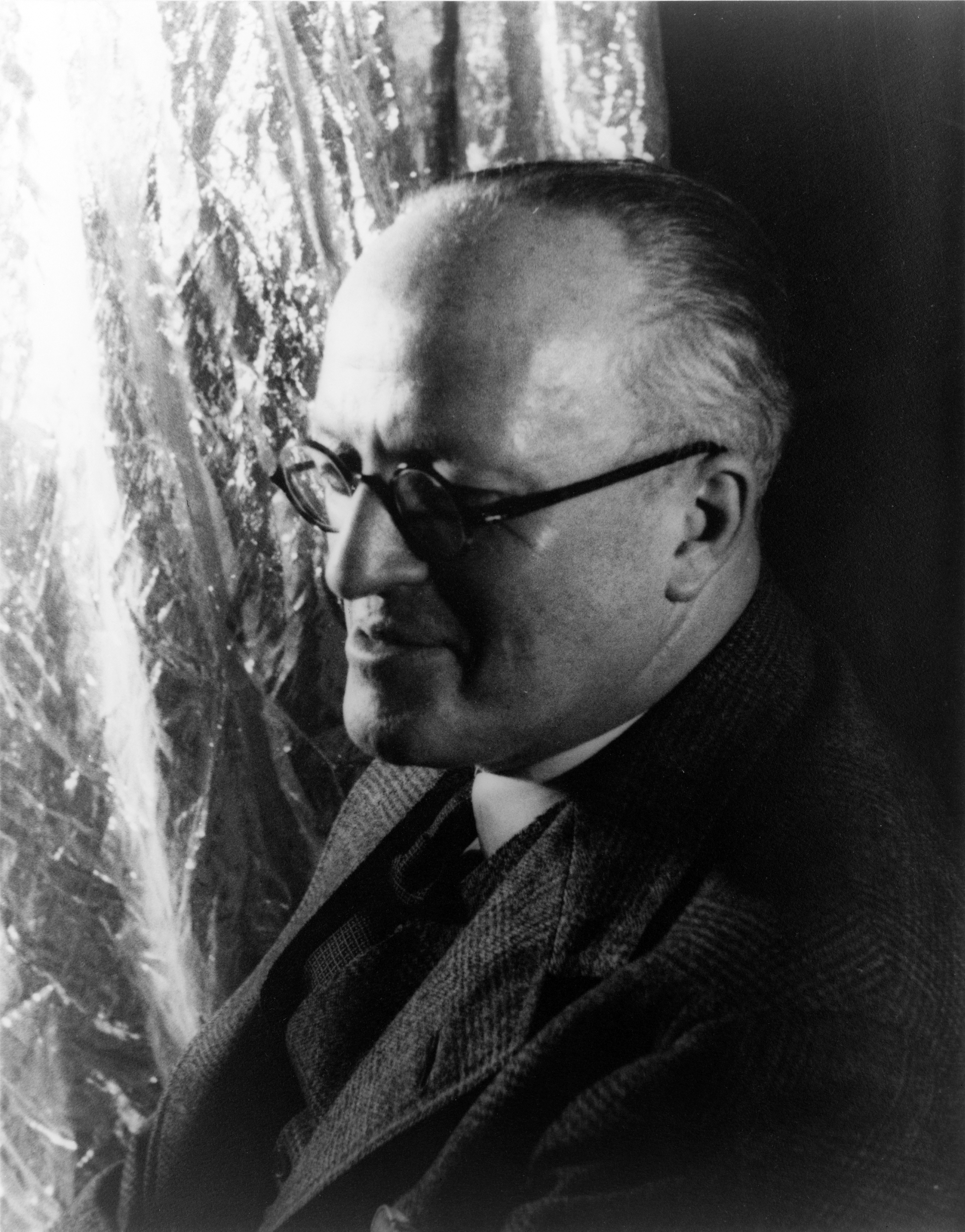
Hugh Walpole, écrivain {\displaystyle {}}
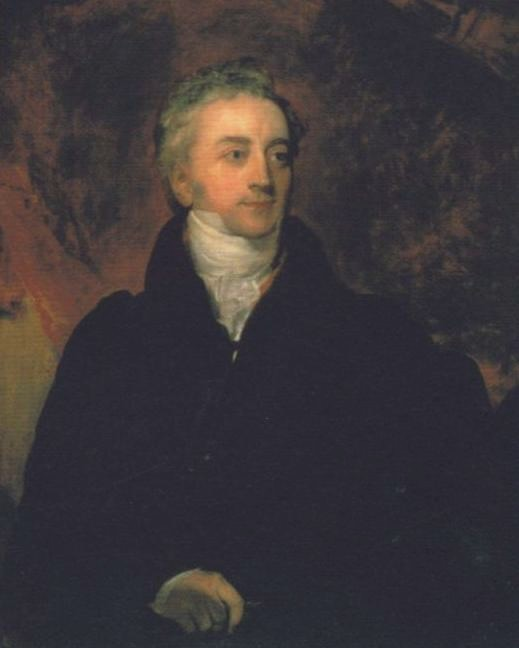
Thomas Young, scientifique et polymathe{\displaystyle {}}

Les anciens étudiants d'Emmanuel ont joué un rôle important dans l'établissement des colonies britanniques en Amérique du Nord. Parmi les 100 premiers diplômés universitaires de la Nouvelle Angleterre, un tiers était diplômé d'Emmanuel College. L'université Harvard, la première université des États-Unis, a été organisée sur le modèle d'Emmanuel tel qu'il était géré à l'époque. Harvard porte le nom de John Harvard (BA, 1632), un ancien étudiant d'Emmanuel. Emmanuel et Harvard entretiennent des relations par le biais d'échanges d'étudiants tels que les bourses Herchel Smith, la bourse Harvard, la bourse Paul Williams, et la conférence et le dîner Gomes qui ont lieu chaque année en février à Emmanuel en l'honneur de Peter Gomes, ancien pasteur de l'église Memorial de Harvard.
Parmi les premiers diplômés de l'Emmanuel, on trouve plusieurs traducteurs de la Version autorisée de la Bible du roi Jacques de 1611, par exemple Laurence Chaderton et William Branthwaite.
On trouve aussi :
- Gilbert Pickering (1611 – octobre 1668), personnalité politique britannique.
- Alan Bishop (1920-1988), mécanicien des sols

Des personnages fictifs ont été à Emmanuel College, notamment Lemuel Gulliver de Jonathan Swift. Il est sous-entendu que le personnage éponyme Engleby de Sebastian Faulks et Thomas Richardson ont également fréquenté Emmanuel College. Le protagoniste du roman de Samuel Butler The Way of All Flesh a également fréquenté Emmanuel. L'épisode Shada de la série Doctor Who, qui n'a pas été achevé, a été filmé en partie dans le collège, le personnage du Professeur Chronotis ayant des chambres à New Court.

## Divers

### Grâces du collège
| Les grâces en latin (Oratio Ante Cibum) précèdent les dîners formels à Emmanuel College.[réf. nécessaire] | |
| Latin | Anglais |
| Oculi omnium in te sperant, Domine, et tu das escam illorum in tempore opportuno. Aperis tu manum tuam et imples omne animal benedictione. Benedic, Domine, nos et dona tua quae de tua largitate sumus sumpturi; per Christum Dominum nostrum. Amen. | The eyes of all wait upon thee, O Lord, and thou givest them their meat in due season. Thou openest thy hand and fillest every living thing with blessing. Bless us, O Lord and these thy gifts which of thy bounty we are about to receive; through Christ our Lord. Amen |
| Un Oratio Post Cibum est parfois lu après dîner :[réf. nécessaire] | |
| Latin | Anglais |
| Confiteantur tibi, Domine, omnia opera tua, et sancti tui benedicant te. Agimus tibi gratias, omnipotens Deus, pro universis beneficiis tuis, qui vivis et regnas Deus per omnia saecula saeculorum. Amen.                                            | Let them acknowledge to you, O Lord, all thy works, and let thy saints bless thee. We give thanks to thee, almighty God, for all thy goodness, who livest and reignest as God for ever and ever. Amen.                                                                     |